# Kerri Hoskins
Kerri Ann Hoskins (Deer Park, Illinois, 20 de febrero de 1970) es una modelo, playmate y actriz estadounidense.
Ha participado en algunos videojuegos de la compañía Midway Games, como Revolution X y NBA Jam. En el mundo es más conocida como el rostro de Sonya Blade - uno de los personajes de la serie de videojuegos Mortal Kombat de cuatro versiones - en Mortal Kombat 3, Ultimate Mortal Kombat 3, Mortal Kombat Trilogy y Mortal Kombat 4. También ha participado en varios programas de televisión, y en la revista Playboy aparece junto con su hermana Jody Hoskins.

## Videojuegos
- NBA Jam - cheerleader (1993)
- Revolution X - Head Mistress Helga (1994)
- Mortal Kombat 3 - Sonya Blade (1995)
- Ultimate Mortal Kombat 3 - Sonya Blade (1995)
- Mortal Kombat Trilogy - Sonya Blade (1996)
- War Gods - Valla (1996)
- Mortal Kombat Mythologies: Sub-Zero - Kia (1997)
- Mortal Kombat 4 - Sonya Blade (1997)
- Mortal Kombat Gold - Sonya Blade
- NBA Showtime: NBA on NBC - herself (1999)
- NBA Jam 2004 (2003)

## Cameos enPlayboyen Ediciones Especiales
- Playboy's Nudes diciembre de 1992.
- Playboy's Book of Lingerie v. 29 enero/febrero 1993 (portada junto a Jody Hoskins).
- Playboy's Girls of Summer '93 junio de 1993 (páginas 11, 50, 98).
- Playboy's Blondes, Brunettes & Redheads agosto de 1993.
- Playboy's Book of Lingerie v. 34 de noviembre de 1993.
- Playboy's Book of Lingerie v. 35 de enero de 1994.
- Playboy's Bathing Beauties marzo de 1994 - página 34.
- Playboy's Book of Lingerie v. 36 de marzo de 1994.
- Playboy's Book of Lingerie v. 39 septiembre de 1994 (páginas 32-33, 50-51).
- Playboy's Nudes noviembre de 1994.
- Playboy's Hot Denim Daze mayo de 1995 (page 60).
- Playboy's Book of Lingerie v. 75 septiembre de 2000.